# 束花铁马鞭
束花铁马鞭（学名：Lespedeza fasciculiflora），为豆科胡枝子属下的一个植物种。